# Gpicsync
 (septembre 2012).
GPicSync est un logiciel libre de géolocalisation automatique de photos à partir de parcours  GPS.
Le logiciel insère automatiquement les coordonnées géographiques dans les métadonnées des photos qui peuvent alors être utilisées avec tout logiciel ou site sachant lire ces informations (comme Picasa/Google Earth, Flickr et d'autres). Il est également possible de visualiser directement les photos et le parcours dans Google Earth et de créer des cartes Google Maps.
GPicSync est disponible sur Windows et Linux sous licence GNU  GPL et est traduit dans une dizaine de langues dont le français. 

## Caractéristiques
- supporte les photos aux formats JPG et la plupart des formats  RAW
- utilise des parcours GPS au format  GPX ou NMEA (supporte également l'altitude)
- crée des fichiers  KML ou KMZ pour Google Earth et Google Maps
- permet l'association automatique de fichiers audio ou video
- permet l'ajout automatique de métadonnées Geonames

L'interface principale du logiciel est épurée mais une collection d'outils est disponible dans les menus (lecture et écriture EXIF, Inspection GPX, Renommage géographique des photos, etc). Un fichier de configuration permet aussi de déterminer précisément ses préférences.